# Варфоломеєва Дар'я Сергіївна
Дар'я Сергіївна Варфоломеєва (нар. 13 квітня 1999) — українська фехтувальниця на шпагах, учасниця Олімпійських ігор в Парижі.

## Спортивна кар'єра
Розпочинала займатися фехтуванням у місті Ужгород, у клубі «Динамо», а згодом переїхала до Києва.
29 січня 2024 року зуміла виграти бронзову медаль на етапі Гран-прі у Досі в особистих змаганнях. Ця медаль стала першою для спортсменки на змаганнях такого рівня. Незважаючи на цей результат, фехтувальниця програвала внутрішню конкуренцію та не потрапляла до складу на командні змагання. Ближче до кінця сезону їй вдалося витіснити Інну Бровко зі складу та поїхати на Олімпійські ігри у статусі четвертого номера команди.